# Vallegrande (província)
Vallegrande é uma província da Bolívia localizada no departamento de Santa Cruz, sua capital é a cidade de Vallegrande.